# Bičevanje Isusa
Bičevanje Isusa događaj je iz Isus ova života opisan u Novom zavjetu.
Poncije Pilat želio je pustiti Isusa, jer nije našao na njemu nikakve krivice, no zbog zahtjeva svjetine i moguće pobune osudio je Isusa na bičevanje. Pilat je smatrao, da će bičevanje Isusa biti dovoljno, da se Židovi smire pa neće tražiti Isusovu smrt, no muka nije stala na bičevanju.
Kazna bičevanja bila je smatrana sramotnom i strašnom. Nije bilo dopušteno bičevati rimske građane. Bičevalo se samo robove i velike zločince, da ih se prinudi na priznanje ili da im se oteža kazna. 
Poslije bičevanja kažnjenik je izgledao kao sasječen noževima. Ožiljci rana ostali su za cijeli život. Mnogi su i umrli od muka prilikom bičevanja. Nakon bičevanja s tijela kažnjenika visili su dijelovi mesa, krvne žile, vidjeli su se dijelovi kostiju, nekada čak i unutarnji organi. 
U Evanđelju se samo kratko navodi, da je Isus bio bičevan: "Hoteći ugoditi svjetini, Pilat im pusti Barabu, a Isusa izbičeva i preda, da se razapr. Kr." (Mk 15,15). Isus je bio bičevan na način toga vremena. U pratnji vojske, došao je do mjesta bičevanja na javnom mjestu. Tamo je bio kameni stup s željeznom karikom na vrhu. Isus se morao svući do pojasa, a ruke su mu sprijeda svezali za karike, kako bi imao slobodna leđa. Vojnici su ga bičevali s bičem od remenja, koje je na vrhu imalo olovne kuglice. Na remenjima bili su dodaci poput čavala, da dublje prodru u meso. Na znak zapovjednika, vojnici su započeli bičevanje. Kod Rimljana, bičevala su četiri vojnika. Prvim udarcima koža je natekla i pocrvenila, a daljnjim udarcima vidjelo se meso s urezanim brazdama iz kojih je tekla krv. Budući, da je predviđeno, da Isus ne umre tijekom bičevanja, nakon nekog vremena bičevanje je prestalo. Nakon što su mu oslobodili ruke, Isus se vjerojatno srušio na krvavo tlo. 
Isusovim bičevanjem ispunilo se starozavjetno proroštvo: "Kao po nakovnju udarahu po mojim leđima, prebrojiše sve kosti moje." Bog je dopustio bičevanje, kao pokoru za tjelesne grijehe, posebno grijehe bludnosti. Želeći zadovoljiti pravdu za sramotne grijehe, Isus je podnio sramotu. Nakon bičevanja, bio je odveden u dvor Poncija Pilata, gdje su ga vojnici okrunili trnovom krunom i izrugivali mu se.

## Unutarnje poveznice
- Suđenje Isusu
- Trnova kruna
- Isusov križni put